# 郡内地方
郡内地方（ぐんないちほう）は、山梨県都留郡一帯を指す地域呼称。御坂山地と大菩薩嶺を境とした県東部地域で、北都留郡・南都留郡にあたり、相模川水系・多摩川水系の流域と殆ど一致する。県西部地域を指す国中地方と対比され、山梨県の県域を形成する。気象庁による山梨県内の気象区分では、東部・富士五湖地方と呼ばれ、この呼称が用いられることも多い。
関東地方との結び付きが国中地方と比較して強く、甲信越地方からは除かれることもある。また関東地方のテレビ・ラジオの放送局の電波が直接受信できる。

## 概要

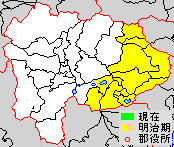
山梨県における旧都留郡の位置

平坦な甲府盆地が広がる国中に対し、急峻な地形の山林が大半を占める。気候は、盆地特有の内陸性気候である国中に対し、郡内は全域で夏に雨が多く、冬は晴れの日が多い。気温は相模川・多摩川水系流域と富士山北麓で違うが、全般的に昼夜・夏冬の寒暖の差が激しい。富士山北麓は東京に比べて4~5℃、相模川・多摩川水系流域は、2~3℃低く、山中湖村の夜間は、特に冷え込む。
人口は総じて相模川（桂川）流域沿いなど山間の平坦部に集まっている。近世に確立した郡内織が現在でも重要な地場産業であり、近年は交通が整備され、冷涼な気候や京浜・中京圏から近いことを活かした観光に力を入れている。
中世には武田家とも婚姻を通じた家臣団となった小山田氏が領し、居館を中津森（都留市）に置く。「郡内」の呼称が用いられた初見は1535年（天文4年）の『快元僧都記』の記事。武田氏本領の「国中」と対比され、戦国期の史料に｢郡内」の用語は頻出する。近世には谷村に藩庁が置かれ郡内領となる。国中に対して独自的な地域で、大小切や甲州枡の適用外であり、方言習俗も関東と通じる。

## 地域

### 東部
大月市、都留市、上野原市と北都留郡（丹波山村、小菅村）、南都留郡（道志村）からなる。大月市が交通の中心地。中央道の大月JCTがあり、またJR中央本線と富士急行の乗換駅の大月駅がある。また、都留市にはリニアモーターカーの実験機関や、公立大学である都留文科大学、大月短期大学がある。多摩地域に近いために、「多摩梨」と諷刺されることもある。
中央線の通勤電車が大月駅まで延長されたこともあり、四方津駅や猿橋駅周辺はニュータウン化している。地形は、都留市と西桂町の富士急行沿線と大月駅周辺・上野原市に少し平地があり、市街地があるほかは急峻である。その急峻な地形の所には渓谷見物や登山などに来る人が多く、森林も多い。特に小菅村は村域の95%が森林である。道志村は横浜市の上水水源としても知られる。相模川沿いでは急峻な地形を利用して水力発電や管理釣り場が経営されている。

#### 地形
- 山：雲取山、大菩薩嶺、三つ峠
- 峠：大菩薩峠
- 川：相模川、多摩川
- 滝：白糸の滝、田原の滝
- 渓谷：丹波渓谷、道志渓谷、小金沢渓谷、鶴川渓谷、蒼竜峡
- 温泉：小菅の湯、三条の湯

#### 見所
- 猿橋
- 岩殿山城
- 山梨県立リニア見学センター/リニア実験線
- 笹一酒造
- 道の駅：道の駅どうし/道の駅つる
- コモアしおつと四方津駅を結ぶエスカレーター及び斜動エレベーター
- 上野原の大ケヤキ
- 寺子屋自然塾
- 丹波山のローラーすべり台

### 富士山北麓
富士吉田市と南都留郡（山中湖村、西桂町、富士河口湖町、鳴沢村、忍野村）からなり、富士山を源とする相模川の源流域にあたる。富士吉田市が商業・交通の中心地。地形は、富士山から大きく広い裾野の緩い斜面になっており、御坂山地や御正体山の山体に近づくほど急な斜面になる。富士五湖があり、日本の湖水地方とも呼ばれている。本栖湖の方は樹海が広がっている。山中湖や河口湖は観光客が多く、河口湖の南西には別荘が増えてきている。産業は精密機械業や観光業が多い。

#### 地形
- 山：富士山、三つ峠
- 湖：山中湖、河口湖、西湖、精進湖、本栖湖
- 川 : 相模川
- 湧水：忍野八海
- 樹海：青木ヶ原
- 高原：富士桜高原
- 洞窟：風穴、鳴沢氷穴

#### 見所
- 道の駅：道の駅富士吉田、道の駅なるさわ、道の駅かつやま
- 富士スバルライン及び五合目
- 富士急ハイランド
- ふじてん（スキー場）

## 交通

### 鉄道
- 東日本旅客鉄道
  - 中央本線
- 富士急行

この他に丹波山村、小菅村の玄関口として青梅線奥多摩駅がある。

### 道路
- 高速自動車国道
  - 中央自動車道
  - 中央自動車道富士吉田線
- 一般国道
  - 国道20号
  - 国道137号
  - 国道138号
  - 国道139号
  - 国道300号
  - 国道358号
  - 国道411号
  - 国道413号
- 主要地方道
  - 山梨県道18号上野原丹波山線
  - 山梨県道24号都留道志線
  - 山梨県道・東京都道33号上野原あきる野線
- 一般県道
  - 神奈川県道・山梨県道521号佐野川上野原線・東京都道521号上野原八王子線